# Анаеробні вправи

Формула Фокса і Хаскелла

Анаеробні вправи — це тип вправ, які розщеплюють глюкозу в організмі без використання кисню, оскільки анаеробні засоби означають «без кисню».  На практиці це означає, що анаеробні вправи складніші, але коротші за аеробні тренування.
Біохімія анаеробних вправ включає процес, який називається гліколізом, при якому глюкоза перетворюється в аденозинтрифосфат (АТФ), який є основним джерелом енергії для клітинних реакцій. 
Молочна кислота виробляється з підвищеною швидкістю під час анаеробних вправ, змушуючи її швидко накопичуватися. Накопичення лактату вище лактатного порогу (також зване анаеробним порогом) є головним фактором, що сприяє втомі м’язів.
Анаеробні вправи можуть застосовуватись особистими тренерами, щоб допомогти своїм клієнтам побудувати витривалість, м’язову силу та силу.  

## Обмін речовин
Анаеробний метаболізм є природною частиною метаболічних витрат енергії.  М'язи, що швидко смикаються (порівняно з м'язами, що повільно смикаються) працюють за допомогою анаеробних метаболічних систем, так що будь-яке використання м'язових волокон, що швидко смикаються, призводить до збільшення анаеробних витрат енергії. Інтенсивні вправи, що тривають понад чотири хвилини (наприклад, біг на милю), все ще можуть мати значні анаеробні витрати енергії. Прикладом може служити інтервальне тренування високої інтенсивності, стратегія вправ, яка виконується в анаеробних умовах з інтенсивністю, яка досягає перевищення 90% від максимального пульсу. Анаеробні витрати енергії важко точно визначити кількісно.  Деякі методи оцінюють анаеробну складову вправи, визначаючи максимальний накопичений дефіцит кисню або вимірюючи утворення молочної кислоти в м’язовій масі.   
На відміну від цього, аеробні вправи включають заходи з меншою інтенсивністю, що виконуються протягом тривалого періоду часу. Такі види діяльності, як ходьба, біг підтюпцем, веслування та їзда на велосипеді вимагають кисню для отримання енергії, необхідної для тривалих фізичних вправ (тобто аеробних витрат енергії). Для занять спортом, які вимагають багаторазових коротких спалахів фізичних вправ, аеробна система поповнює запаси енергії в періоди відновлення, щоб підживити наступний енергетичний сплеск. Тому стратегії тренувань для багатьох видів спорту вимагають розробки як аеробних, так і анаеробних систем. 
[джерело?]

У міру скорочення м’язів іони кальцію вивільняються із саркоплазматичної сітки каналами вивільнення. Ці канали закриваються, а кальцієві насоси відкриваються для розслаблення м’язів. Після тривалих фізичних навантажень канали вивільнення можуть почати просочуватися і спричиняти втому м’язів.

Анаеробними енергетичними системами є:
- Алектична анаеробна система, що складається з високоенергетичних фосфатів, аденозинтрифосфату та креатинфосфату; та [10]
- Молочно-анаеробна система, яка характеризується анаеробним гліколізом.

Фосфати з високою енергією зберігаються в обмежених кількостях у м’язових клітинах. Анаеробний гліколіз використовує виключно глюкозу (і глікоген) як паливо за відсутності кисню, а точніше, коли АТФ необхідний із швидкістю, що перевищує таку, що забезпечується аеробним метаболізмом. Наслідком такого швидкого розщеплення глюкози є утворення молочної кислоти (або, більш доречно, її кон'югованої основи лактату при біологічних рівнях рН). Фізичні навантаження, які тривають приблизно тридцять секунд, в основному залежать від колишньої системи фосфагенної системи ATP-CP. Після цього використовуються як аеробні, так і анаеробні метаболічні системи, засновані на гліколізі.
Побічний продукт анаеробного гліколізу — лактат — традиційно вважається шкідливим для роботи м’язів.  Однак це здається ймовірним лише тоді, коли рівень лактату дуже високий. Підвищений рівень лактату — лише одна з багатьох змін, що відбуваються всередині і навколо м’язових клітин під час інтенсивних фізичних навантажень, що може призвести до втоми. Втома, тобто м’язова недостатність, є складним предметом, який залежить не лише від змін концентрації лактату. Наявність енергії, доставка кисню, сприйняття болю та інші психологічні фактори сприяють м’язовій втомі. Підвищена концентрація лактату в м’язах і крові є природним наслідком будь-яких фізичних навантажень. Ефективність анаеробної активності можна підвищити за допомогою тренувань. 
Анаеробні вправи також збільшують базовий рівень метаболізму (BMR). 

## Приклади
Анаеробні вправи — це інтенсивне тренування, тоді як аеробні вправи - це тривале тренування на витривалість. Деякі приклади анаеробних вправ включають спринт, високоінтенсивні інтервальні тренування (HIIT) та силові тренування. 